# 도쿄 지케이카이 의과대학
도쿄 지케이카이 의과대학(東京慈恵会医科大学)은 일본의 사립 의과대학이다. 1881년에 강습소로 창립하였고 1891년 쇼켄 황태후의 후원으로 도쿄 지케이인 의학교로 개칭되었다. 1903년 전문학교령에 따라 도쿄 지케이인 의학 전문학교로 교명이 바뀌었으며 1921년 대학으로 승격 개교하였다.